# Мария-Мадре

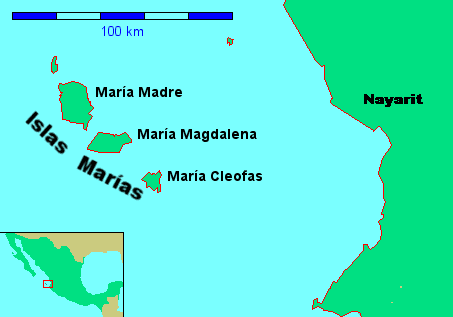
Карта островов Лас-Трес-Мариас

Мария-Мадре — остров в архипелаге Лас-Трес-Мариас в Мексике, штат Наярит, муниципалитет Сан-Блас.
Находится в 99,4 км. от материковой части страны. Является крупнейшим островом архипелага, площадь - 145,282 км. кв. Длина - 20,8 и ширина - 11,4. Высочайшая точка острова — мыс Ракалоса 616 м над уровнем моря. Климат субтропический. Население архипелага — 1116 человек по переписи 2005 года и все они живут на данном острове. 
Остров открыл Диего Уртадо де Мендоса, двоюродный брат Эрнана Кортеса в 1532 году. В 1905 году на острове была выстроена тюрьма, по состоянию на 2015 год действующая. На острове организован природный заповедник.